# Lilium monadelphum

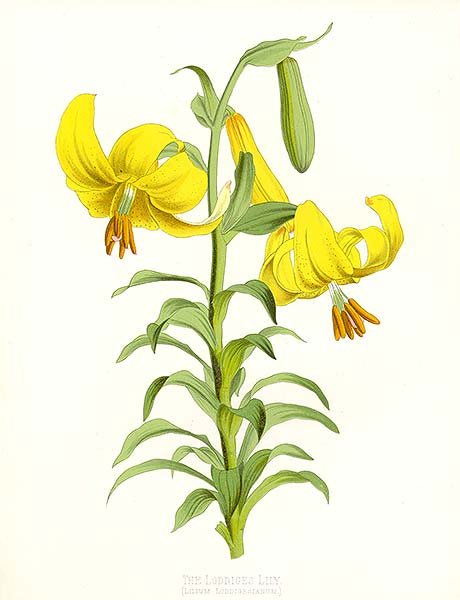
Lilium monadelphum ilustração de Joseph Paxton.

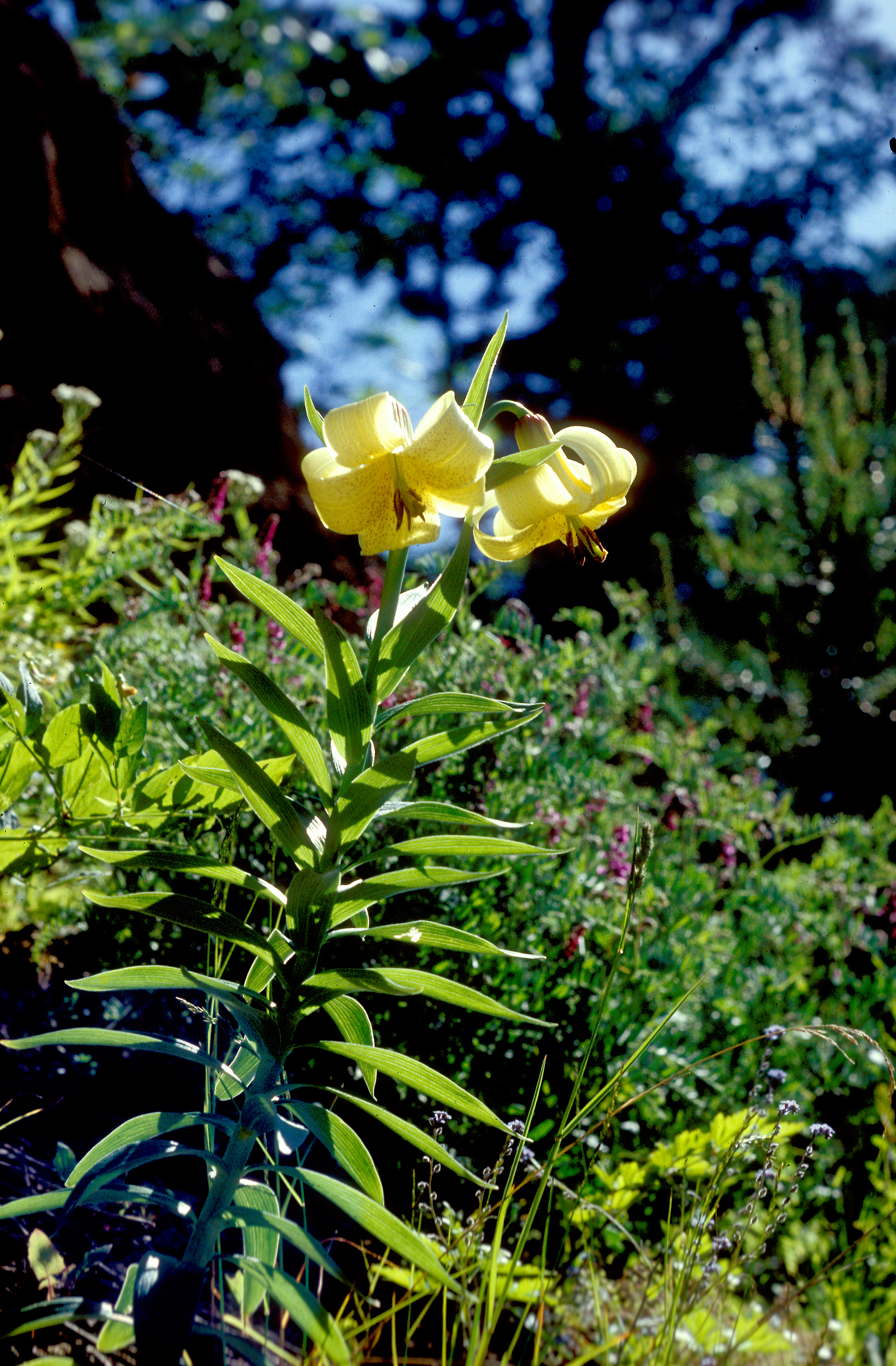
Lilium monadelphum na natureza.

Lilium monadelphum é uma espécie de lírio perfumado.
A planta é endêmica da Rússia da região norte do Cáucaso, florindo em encostas montanhosas de até 2.100 metros.